# Suffolk Punch

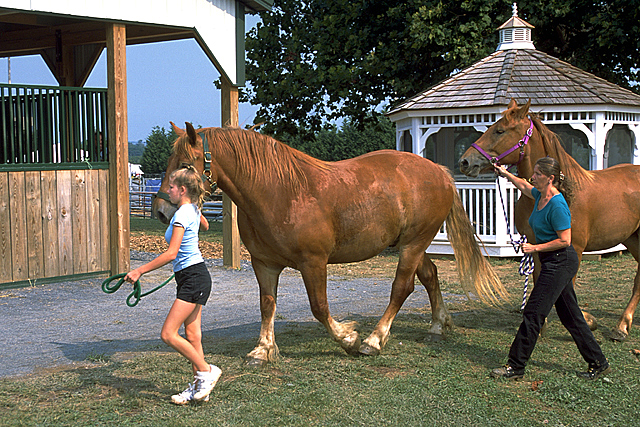

Suffolk Punch – brytyjska rasa konia zimnokrwistego uważana za najstarszą tego typu.

## Etymologia nazwy
- Suffolk – hrabstwo, z którego pochodzi rasa.
- Punch – ang. krótkonogi, krępy koń pociągowy.

## Historia i pochodzenie
Suffolk Punch pochodzi ze wschodniej Anglii, z hrabstwa Suffolk. Wszystkie konie tej rasy wywodzą się od jednego przodka, ogiera o imieniu Thomas Crisp's Horse Of Ufford urodzonego w 1768 roku, a do jej ówczesnego charakteru przyczynił się wpływ krwi szajrów, flamandów, normandów, norfolków i berberów. Mają najstarszą księgę stadną wśród koni zimnokrwistych, a już w 1877 roku założono Towarzystwo Hodowców Koni Suffolk.

## Budowa
Wysokość w kłębie to około 160–170 cm (16-16,2 dłoni), waga ok. 900 kg. Głowa jest szeroka i szlachetna, szyja krótka i potężna, masywny korpus, pierś głęboka, kłąb niski, grzbiet krótki, zad umięśniony, nogi suche, niezbyt długie, kopyta średniej wielkości, nie mają szczotek pęcinowych. Jest to koń krępy, silny, niewymagający i wytrzymały. Spotykana jest prawie wyłącznie maść kasztanowata, białe odmiany są rzadkie.

## Wykorzystanie, użytkowość
Suffolk Punch jest koniem dobrze nadającym się do pracy na roli, tradycyjnie do prac na gliniastych, ciężkich glebach wschodniej Anglii ze względu na brak szczotek pęcinowych, a także do zaprzęgów.

## Standardy rasy
- Suffolk Horse Society (Anglia):
- American Suffolk Horse Association (Stany Zjednoczone): suffolkpunch.com